# Huitepec los Alcanfores
Huitepec los Alcanfores är en ort i Mexiko.   Den ligger i kommunen San Cristobal De Casas och delstaten Chiapas, i den sydöstra delen av landet, 700 km öster om huvudstaden Mexico City. Huitepec los Alcanfores ligger 2 284 meter över havet och antalet invånare är 282.
Terrängen runt Huitepec los Alcanfores är kuperad. Runt Huitepec los Alcanfores är det tätbefolkat, med 459 invånare per kvadratkilometer. Närmaste större samhälle är San Cristóbal de las Casas, 4,0 km öster om Huitepec los Alcanfores. Omgivningarna runt Huitepec los Alcanfores är en mosaik av jordbruksmark och naturlig växtlighet.